# Вайтекунас, Пятрас
Пя́трас Вайтеку́нас (лит. Petras Vaitiekūnas; род. 26 марта 1953, Людвинавас, Мариямпольский район) — литовский политик и дипломат; физик по образованию; министр иностранных дел Литвы с 12 июля 2006 года до 9 декабря 2008 года.

## Биография
В 1976 году окончил факультет физики Вильнюсского государственного университета. В 1976—1990 годах работал научным сотрудником Института физики Академии наук Литовской ССР. В 1983 году в Институте физики защитил диссертацию на соискание учёной степени кандидата естественных наук (позднее, в соответствии с действующей в Литве номенклатурой учёных степеней, степень кандидата наук была приравнена к степени доктора).
В 1990—1992 годах был депутатом Верховного Совета Литовской Республики. В 1992—1993 годах — консультант Председателя Сейма Литовской Республики. В 1993—1998 годах — старший помощник президента Литовской Республики Альгирдаса Бразаускаса по вопросам внешней политики.
В 1994 году стажировался в Колледже стратегических исследований и экономики обороны Европейского центра по изучению вопросов безопасности имени Джорджа Маршалла (Германия).
В 1998 году стал заведующим отделом стран Центральной Европы Департамента политики в Министерстве иностранных дел, затем работал советником министра иностранных дел Литвы (1998—1999).

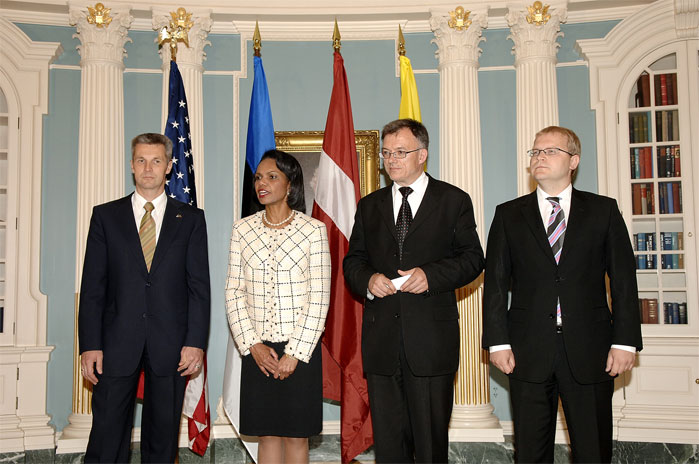
Министры иностранных дел с Кондолизой Райс. Пятрас Вайтекунас третий слева

В 1999—2004 годах занимал должность Чрезвычайного и Полномочного Посла Литовской Республики в Латвийской Республике. В 2004 году был советником президента Литовской Республики Роландасa Паксасa по вопросам внешней политики, позднее послом по особым поручениям в Департаменте анализа и планирования внешней политики Министерства иностранных дел (2004—2005).
В 2005—2006 годах — посол Литовской Республики в Республике Беларусь. С 12 июля 2006 года до 9 декабря 2008 г. — министр иностранных дел Литвы. В 2008-2009 годах — советник Председателя Сейма Литвы Арунаса Валинскаса.
С января 2010 года по декабрь 2014 — посол Литовской Республики на Украине.
Владеет английским, латышским, русским языками.
Женат, трое детей.

## Награды
- Медаль Балтийской ассамблеи (2005)[1]